# École Spéciale d'Architecture
L'École spéciale d'architecture (ESA, Scuola speciale di architettura) è un istituto privato per l'insegnamento dell'architettura con sede a Parigi al 254 di boulevard Raspail.

## Storia
Fondata nel 1865 con il nome di École centrale d'architecture (Scuola centrale di architettura) è il più antico istituto di architettura in Francia. La scuola fu riconosciuta ufficialmente di pubblica utilità a partire dal 1870.
La Scuola speciale di architettura nella sua forma attuale nasce dal fallimento del progetto di Eugène Viollet-le-Duc di riforma della Scuola imperiale di Beaux-Arts al fine di introdurre insegnamenti specifici per la professione di architetto, come storia dell'architettura moderna, diritto, igiene, etc. Viollet-le-Duc decise allora di sostenere il progetto dell'ingegner Émile Trélat e creare una libera università di architettura, per reagire contro il monopolio dell'Académie des beaux-arts. Fra i primi centotrentasette azionisti della scuola si trovano Ferdinand de Lesseps, Jean-Baptiste André Godin, Émile Muller e lo stesso Viollet-le-Duc. La Scuola è attualmente diretta dall'architetto Odile Decq. Il diploma della Scuola speciale di architettura è riconosciuto dallo Stato francese sin dal 1934 e di conseguenza è riconosciuto anche dall'Unione europea, dando diritto all'iscrizione all'Ordine degli architetti.